# Humanity – Hour I
Humanity – Hour I ist ein Konzeptalbum sowie das 17. Studioalbum der deutschen Hard-Rock-Band Scorpions. Die Idee stammt von Desmond Child. Das Album basiert auf einen Roman von Liam Carl und thematisiert den Krieg zwischen Menschen und Maschinen. Das Album wurde am 25. Mai 2007 als 17. Studioalbum auf dem Label Ariola veröffentlicht, in den USA und Kanada erschien es am 28. August 2007. Es wurde von Desmond Child und James Michael in Los Angeles produziert, die auch als Begleitsänger agieren.

## Stil
Für die Produktion ihres 21. Albums wollten die Scorpions laut Rudolf Schenker mit den besten Songwritern und besten Produzenten arbeiten. Diese fanden sie dann in dem legendären Produzenten Desmond Child (Aerosmith, Alice Cooper, Kiss, Bon Jovi) und in James Michael (Alanis Morissette, Meat Loaf). „Es gibt eine Menge Leute, die sagen, das klassische Konzeptalbum ist tot. Wir sehen das anders und schwimmen mit unserer neuen CD daher wieder einmal gegen den Strom. Desmond ist ein sagenhafter Visionär, der uns in musikalische Ebenen geführt hat, in die wir noch nie zuvor vorgedrungen sind,“ sagte Rudolf Schenker in einem Interview. Die Band selbst sieht den Stil des Albums als eigene Erneuerung. Der bekannte Stil der Band vermischt sich mit modernen Stilelementen. „… ist ein reifes Album, dessen Songtexte oft provozierend sind und sich auch mit den dunklen Seiten unserer Alltagswelt befassen.“ erklärt Klaus Meine. Matthias Jabs meint über das Album: „Wir haben ein starkes Gesamtwerk abgeliefert und sind selbstbewusst wie nie zuvor.“ Es wurde vier Monate lang gemeinsam mit Desmond Child und James Michael an dem neuen Sound gearbeitet. Zu Beginn des Titelstücks hat Klaus Meine mit der zweiten Textzeile „… auf Wiedersehen“ auch zwei deutsche Wörter in die ansonsten ausnahmslos englischsprachigen Texte eingestreut.

## Artwork
Das Albumcover zeigt erstmals seit 33 Jahren nicht das übliche Scorpions-Logo, sondern das weniger bekannte Logo der Band, welches auf den Alben Lonesome Crow (1972) und Fly to the Rainbow (1974) zu sehen ist. Auf dem Nacken des weiblichen Androiden auf dem Cover ist das bekannte Bandlogo zu sehen.

## Tournee

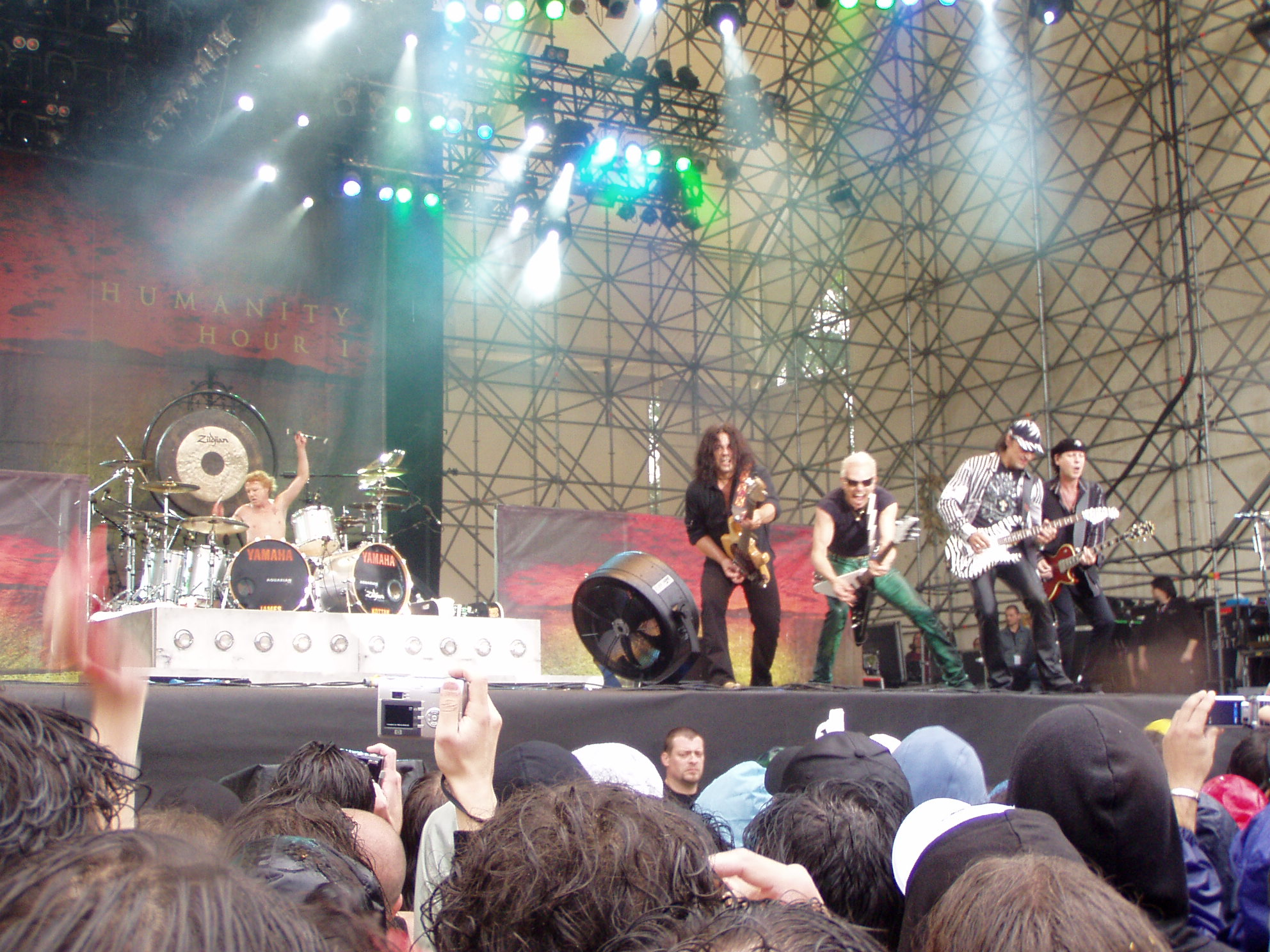
Die Scorpions live während der Humanity-Tour (2007)

Die Tournee zum Album startete am 2. März mit einem Konzert im Staatlichen Kremlpalast in Moskau und führte auch wieder in die USA und Kanada, wo sie 2007 ein Dutzend und in Kanada sechs Konzerte gaben. Insgesamt spielte die Band 164 Konzerte in 36 Ländern:
Belarus, Belgien, Brasilien, Bulgarien, Deutschland, Estland, Färöer, Finnland, Frankreich, Griechenland, Großbritannien, Indien, Irland, Italien, Japan, Kanada, Kasachstan, Kolumbien, Kroatien, Lettland, Litauen, Mexiko, Niederlande, Polen, Portugal, Rumänien, Russland, Schweiz, Serbien, Slowakei, Spanien, Südkorea, Tschechische Republik, Türkei, Ukraine, Ungarn, USA, Vereinigten Arabischen Emirate

## Titelliste
1. Hour I
2. The Game of Life
3. We Were Born to Fly
4. The Future Never Dies
5. You’re Lovin’ Me to Death
6. 321
7. Love Will Keep Us Alive
8. We Will Rise Again
9. Your Last Song
10. Love Is War
11. The Cross
12. Humanity

Die als Digipack veröffentlichte Limited Edition des Albums enthält zusätzlich eine DVD mit der Album-EPK, einer Bildergalerie und dem Zusatz-Titel Cold.

## Besetzung
Band
- Matthias Jabs – Begleitgesang, Leadgitarre
- James Kottak – Begleitgesang, Schlagzeug, Perkussion
- Paweł Mąciwoda – Bass, Begleitgesang
- Klaus Meine – Gesang
- Rudolf Schenker – Begleitgesang, Rhythmusgitarre

Gäste
- Eric Bazilian – Gitarre bei „Love Will Keep Us Alive“
- Billy Corgan – Gesang bei „The Cross“
- Russ Irwin: Klavier bei „The Future Never Dies“
- John 5 – Gitarre bei „Hour I“
- Jason Paige – Begleitgesang

## Kommerzieller Erfolg

### Chartplatzierungen
| ChartsChartplatzierungen       | Höchstplatzierung | Wochen |
| ------------------------------ | ----------------- | ------ |
| Deutschland (GfK)              | 9 (8 Wo.)         | 8      |
| Österreich (Ö3)                | 41 (3 Wo.)        | 3      |
| Schweiz (IFPI)                 | 27 (4 Wo.)        | 4      |
| Vereinigte Staaten (Billboard) | 63 (2 Wo.)        | 2      |

### Auszeichnungen für Musikverkäufe
| Land/Region               | Auszeichnungen für Musikverkäufe (Land/Region, Auszeichnung, Verkäufe) | Verkäufe |
| ------------------------- | ---------------------------------------------------------------------- | -------- |
| Russland (NFPF)           | Platin                                                                 | 20.000   |
| Vereinigte Staaten (RIAA) | —                                                                      | 10.500   |
| Insgesamt                 | 1× Platin ·                                                            | 30.500   |

Hauptartikel: Scorpions/Auszeichnungen für Musikverkäufe